# Lempuh
Lempuh is een bestuurslaag in het regentschap Gayo Lues van de provincie Atjeh, Indonesië. Lempuh telt 579 inwoners (volkstelling 2010).